# نابغة شطرنج

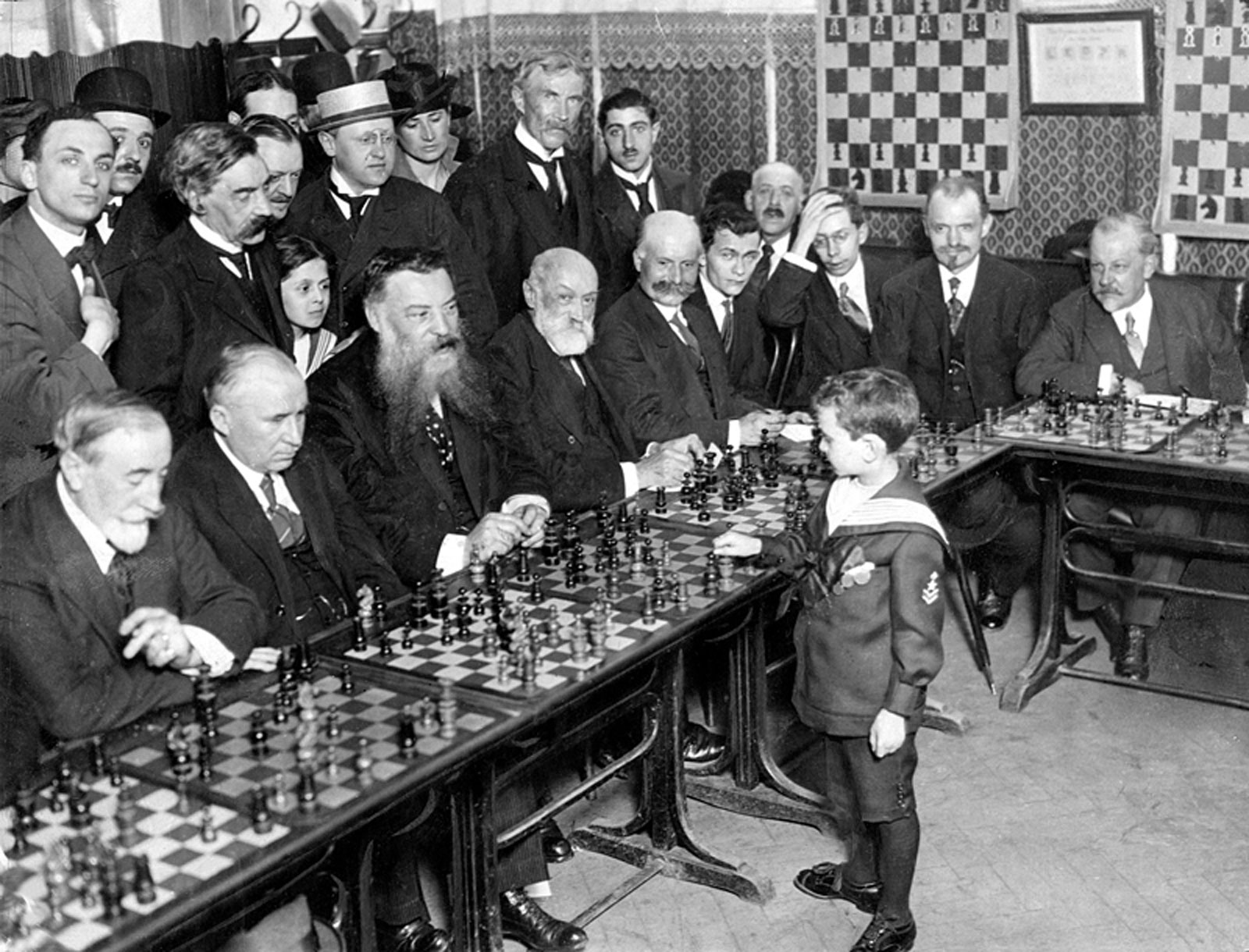
أعجوبة الشطرنج الطفل صموئيل ريشفسكي ذو الثمانية أعوام يهزم عدة أساتذة شطرنج في فرنسا 1920

يطلق لقب نابغة شطرنج على الأطفال الذين يظهرون موهبة كبيرة في الشطرنج بسن مبكرة حيث يكون باستطاعتهم هزيمة لاعبين متمرسين بالغين وكذلك أساتذة الشطرنج ، وتكون التوقعات عالية بأن يحققوا مسيرة ممتازة فبعضهم يصبح أبطالا للعالم في حين أن البعض الآخر لا يظهر تقدما كبيرا.

## نوابغ الشطرنج الأولون

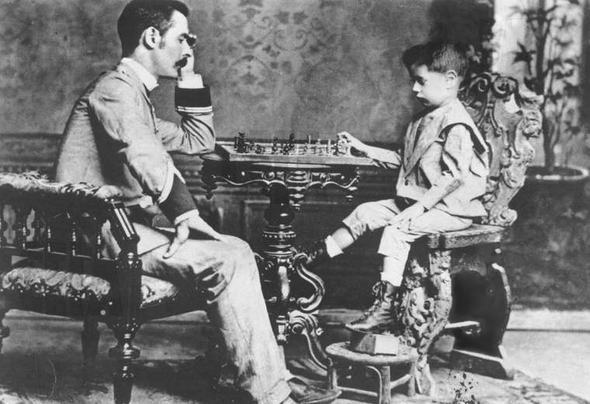
كابابلانكا يلعب مع والده الشطرنج وعمره 4 سنوات

يعـد بول مورفي (1837-1884) و خوزيه كابابلانكا (1888-1942) من أوئل نوابغ الشطرنج فقد فـاز كلاهما في مباريات ضد خصوم بالغين ماهرين في الشطرنج وعمرهما لا يتجاوز 12 ربيعا ، وكذلك النابغة صموئيل ريشفسكي (1911-1992) فقد أعطي له معرض متزامن وهو في السادسة من العمر  ، مضى مورفي ليصبح بطل العالم غير الرسمي ( قبل أن يرسّم اللقب) ، ونحـا كابابلانكا نحوه وأصبح بطل العالم ، أما ريشفسكي ورغم أنه لم يصبح بطلا للعالم فقد كان من أقوى لاعبي العالم في الشطرنج لعـدة أعوام.

## أصغر الأساتذة الكبار
يتـم اعتماد معيار واحد في تقييم نوابغ الشطرنج وهو السن الذي حصلوا فيه على لقب أستاذ كبير ، في الأسفل قائمة باللاعبين الذين حملوا لقب أصغر أستاذ كبير ، والعمر الموجود في الجدول هو العمر الذي حققوا فيه شروط اللقب و ليس العمر الذي حصلوا فيه فعليا على اللقب ، فلقب الأستاذ الكبير لا يمكن أن يتم منحه إلا في مؤتمرات الاتحاد الدولي للشطرنج.
جنسيات اللاعبين في الجدول هي الجنسية التي كان يحملها اللاعب وقت حصوله على اللقب وليست جنسيته الحالية أو التالية.
| العام | اللاعب           | الدولة           | العمر                   |
| ----- | ---------------- | ---------------- | ----------------------- |
| 1950  | ديفيد برونستاين  | الاتحاد السوفيتي | 26 سنة                  |
| 1952  | تيجران بتروسيان  | الاتحاد السوفيتي | 23 سنة                  |
| 1955  | بوريس سباسكي     | الاتحاد السوفيتي | 18 سنة                  |
| 1958  | بوبي فيشر        | الولايات المتحدة | 15 عام، 6 شهر، 1 يوم    |
| 1991  | جوديت بولغار     | المجر            | 15 عام، 4 شهر، 28 يوم   |
| 1994  | بيتر ليكو        | المجر            | 14 عام، 4 شهر، 22 يوم   |
| 1997  | إتيان باكرو      | فرنسا            | 14 عام، 2 شهر، 0 يوم    |
| 1997  | رسلان بونوماريوف | أوكرانيا         | 14 عام، 0 شهر، 17 يوم   |
| 1999  | بو زانزاي        | الصين            | 13 عام، 10 أشهر، 13 يوم |
| 2002  | سيرغي كارياكن    | أوكرانيا         | 12 عام، 7 أشهر، 0 يوم   |

## لاعبون أصبحوا أساتذة كبار قبل سـن الـ15

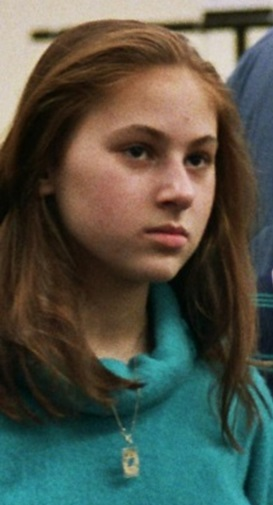
جوديت بولغار نابغة شطرنج تمكنت من تحطيم رقم بوبي فيشر لتصبح أصغر أستاذ كبير على الإطلاق بين الرجال و النساء.

هذه قائمة للاعبين الذين أصبحوا أساتذة كبار قبل سن الـ15 :
| الرقم | اللاعب              | الدولة           | العمر                       |
| ----- | ------------------- | ---------------- | --------------------------- |
| 1.    | أبهيمانيو ميشرا     | الولايات المتحدة | 12 عام، 5 شهور، 25 يوم[2]   |
| 2.    | سيرغي كارياكن       | أوكرانيا         | 12 عام، 7 أشهر، 0 يوم       |
| 3.    | باريمرجان نيجي      | الهند            | 13 عام، 4 شهر، 22 يوم       |
| 4.    | ماغنوس كارلسن       | النرويج          | 13 عام، 4 شهر، 27 يوم       |
| 5.    | واي يـي             | الصين            | 13 عام، 8 شهر ، 23 يوم [3]  |
| 6.    | بو زانزاي           | الصين            | 13 عام، 10 أشهر، 13 يوم     |
| 7.    | صمويل سيفيان        | الولايات المتحدة | 13 عام، 10 أشهر، 27 يوم [4] |
| 8.    | ريتشارد رابورت      | المجر            | 13 عام، 11 شهر، 6 يوم [5]   |
| 9.    | تيموررجبوف          | أذربيجان         | 14 عام، 0 شهر، 14 يوم       |
| 10.   | رسلان بونوماريوف    | أوكرانيا         | 14 عام، 0 شهر، 17 يوم       |
| 11.   | ويسلي سو            | الفلبين          | 14 عام، 1 شهر، 28 يوم [6]   |
| 12.   | إتيان باكرو         | فرنسا            | 14 عام، 2 شهر، 0 يوم        |
| 13.   | جورج كوري           | بيرو             | 14 عام، 2 شهر [7]           |
| 14.   | إليا نايزنيك        | أوكرانيا         | 14 عام، 3 شهر، 2 يوم [8]    |
| 15.   | ماكسيم فاشيي-لاغراف | فرنسا            | 14 عام، 4 شهر [9]           |
| 16.   | بيتر ليكو           | المجر            | 14 عام، 4 شهر، 22 يوم       |
| 17.   | هو إيفان            | الصين            | 14 عام، 6 شهر، 16 يوم [10]  |
| 18.   | أنيش غيري           | روسيا            | 14 عام، 7 شهر، 2 يوم [11]   |
| 19.   | يوريي كوزوبوف       | أوكرانيا         | 14 عام، 7 شهر، 12 يوم [12]  |
| 20.   | داريوس سويرز        | بولندا           | 14 عام ، 7 شهر، 29 يوم      |
| 21.   | غايين غوك ترون سون  | فيتنام           | 14 عام، 10 شهر              |
| 22.   | دانيل دوبوف         | روسيا            | 14 عام، 11 شهر، 14 يوم [13] |
| 23.   | راي روبسن           | الولايات المتحدة | 14 عام، 11 شهر، 16 يوم [14] |
| 24.   | فابيانو كاروانا     | إيطاليا          | 14 عام، 11 شهر، 20 يوم [15] |

## أصغر الأساتذة الكبار (إناث)
هذه قائمة لحاملات الرقم القياسي: أصغر أنثى على الإطلاق تصبح أستاذ كبير :
| العام | اللاعب             | الدولة           | العمر                 |
| ----- | ------------------ | ---------------- | --------------------- |
| 1978  | نونا غابرينداشفيلي | الاتحاد السوفيتي | 37 عام                |
| 1984  | مايا شيبردانيز     | الاتحاد السوفيتي | 23 عام                |
| 1991  | سوزان بولغار       | المجر            | 21 عام                |
| 1991  | جوديت بولغار       | المجر            | 15 عام، 4 شهر         |
| 2002  | هامبي كونيري       | الهند            | 15 عام، 1 شهر         |
| 2008  | هـو إيفان          | الصين            | 14 عام، 6 شهر، 16 يوم |

## روابط خارجية
- إدوارد وينتـر : نوابغ الشطرنج (محدثة حتى عام 2007)
- نوابغ الشطرنج و الأساتذة الدوليون الصغار